# Nothronychus
Nothronychus ("perezoso con garras") es un género representado por dos especies de dinosaurios terópodos tericinosáuridos, que vivieron a finales del período Cretácico, hace aproximadamente entre 92 a 91 millones de años, en el Turoniense, en lo que hoy es Norteamérica. Nothronychus mckinleyi fue encontrado por James Ian Kirkland y Douglas G. Wolfe en 2001 en Nuevo México, Estados Unidos, cerca de la frontera con Arizona, en un área conocida como cuenca Zuni. En 2009 Zanno, L.E., Gilette. D.G., Albright, L.B. & Titus, L. presentaron una segunda especie, Nothronychus graffami. Es el primer tericinosáurido encontrado en el Nuevo Mundo. El nombre Nothronychus, derivado del significado griego "perezoso con garras", fue seleccionado porque el animal recordó a J. Kirkland un perezoso de tierra gigante; ya que por convergencia evolutiva su anatomía tiene mucha semejanza con este género extinto de perezosos. Sus garras en forma de guadaña eran características de su grupo.

## Descripción

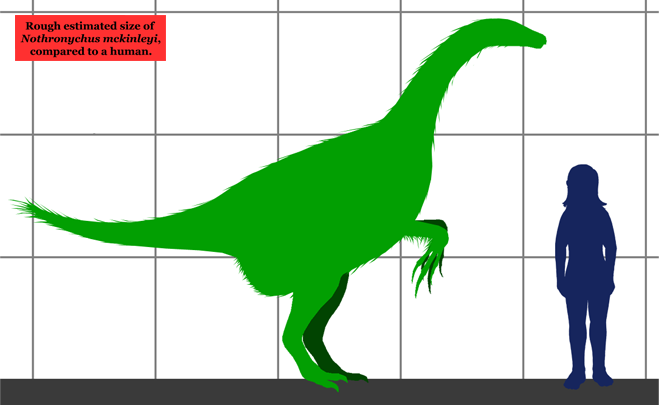
Tamaño comparativo.

Nothronychus es un miembro del grupo de los terópodos, dinosaurios carnívoros que incluyen el Tyrannosaurus pero Nothronychus, y sus familiares cercanos, evolucionaron para comer plantas, fueron exclusivamente o en parte herbívoros, pues pudieron haberse tragado algún pequeño vertebrado. Además, el Nothronychus al igual que sus parientes, caminaba en posición más vertical que otros terópodos.
N. graffami pesaba alrededor de 1 tonelada, medía entre 4,5 a 6 metros de largo y medía 3 a 3.6 metros de alto, mientras que N. mckinleyi era solo un poco más pequeño. Una reconstrucción del 40 a 50 por ciento de su esqueleto, a partir de dos hallazgos separados, permite que los científicos describan el dinosaurio como teniendo una pequeña cabeza con una boca llena de dientes foliformes, adaptado para destrozar la vegetación, un cuello largo y fino, brazos largos con las manos diestras y garras curvadas de 30 centímetros en sus dedos, un abdomen grande, piernas traseras compactas y una cola relativamente corta. N. mckinleyi era diferente de N. graffami en ser menos robusto, así como en los detalles de las vértebras de la cola y un hueso cúbito más doblado. Características aviares y plumas preservadas en fósiles de sus parientes asiáticos puede indicar que Nothronychus pudo haber tenido una capa suave de plumas, quizás asemejándose a un emú, aunque nunca se encontró impresiones de las plumas en los fósiles, probablemente porque el sedimento circundante no podía preservar tales características delicadas.

## Descubrimiento e investigación

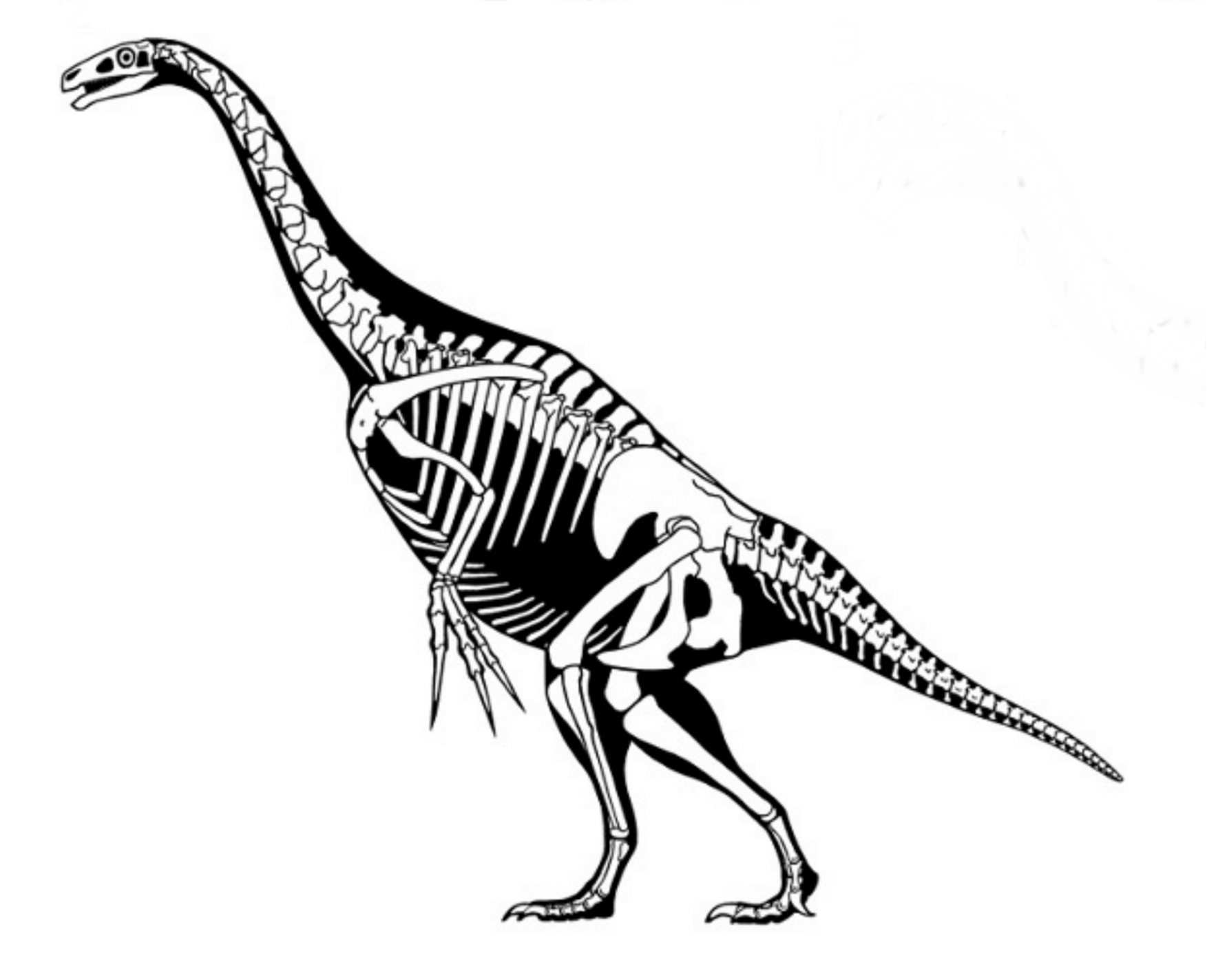
Reconstrucción del esqueleto.

El periódico The Arizona Republic fue el primero que anunció el descubrimiento el 19 de junio de 2001 y el dinosaurio es nombrado en una columna por R.E. Molnar. Nothronychus fue descrito formalmente en el  Journal of Vertebrate Paleontology el 22 de agosto de 2001 por J. Kirkland y D. Wolfe.
Es el primer ejemplo de los tericinosáuridos que se encontrarán en América. Los descubrimientos anteriores habían sido de China y de Mongolia. Nothronychus era más grande que Erlikosaurus o Segnosaurus pero en cierto modo más primitivo que estos parientes asiáticos. Falcarius, un dinosaurio relacionado pero de un período perceptiblemente anterior, fue descubierto en Utah en 2005. 
La primera evidencia fósil atribuida más tarde a Nothronychus fue descubierta por un equipo de paleontólogos que trabajan en la cuenca Zuni de Nuevo México en el sitio Haystack Butte. Un isquion de tericinosáurido se había confundido originalmente con un escamoso, una parte de la cresta del cráneo del Zuniceratops, un ceratopsiano recientemente descubierto. Sin embargo, un examen más detallado reveló la verdadera identidad del hueso, y pronto se encontraron más partes del esqueleto. El equipo de Nuevo México, dirigido por los paleontólogos Jim Kirkland y Doug Wolfe, publicó su hallazgo en el Journal of Vertebrate Paleontology el 22 de agosto de 2001, convirtiéndolo en el espécimen tipo de la nueva especie, Nothronychus mckinleyi. El periódico Arizona Republic, sin embargo, fue el primero en anunciar el nombre el 19 de junio de 2001, en una columna de R. E. Molnar. El nombre genérico se deriva del griego νωθρός, nothros, "pesado" o "perezoso", y ὄνυξ, onyx, "garra". El nombre específico honra al ranchero Bobby McKinley en cuya tierra se hizo el hallazgo. El holotipo , muestra MSM P2106, consta de dos fragmentos de cráneo, una caja cerebral, algunas vértebras y partes de la cintura escapular, extremidades anteriores, pelvis y extremidades posteriores.
Merle Graffam, residente de Big Water, Utah , descubrió un segundo espécimen de tericinosáurido más completo, UMNH VP 16420, a partir de la formación Tropic Shale, que data de la etapa temprana de Turoniense, en el sur de Utah en 2000. El área alrededor de Big Water había sido objeto de varias expediciones por parte de equipos del Museo del Norte de Arizona y era conocida por su abundancia de fósiles de reptiles marinos, especialmente plesiosáuridos. Durante parte del período cretáceo tardío, la región había estado sumergida bajo un mar poco profundo, el Mar de Niobrara y conserva extensos depósitos marinos. El descubrimiento inicial de Graffam, un hueso grande y aislado del dedo del pie fue una sorpresa para los científicos, ya que claramente pertenecía a un dinosaurio terrestre, en lugar de a un plesiosáurido. Sin embargo, la ubicación del hueso en ese momento habría estado a casi 100 kilómetros de la costa del Cretácico. Una excavación del área por un equipo de Museo del Norte de Arizona reveló más del esqueleto, y los científicos descubrieron que se trataba de un tericinosáurido y el primer ejemplo de ese grupo en las Américas. Todos los fósiles de tericinosáurido anteriores habían venido de China y Mongolia. Es el espécimen de tericinosáurido más completo conocido pero carece de cráneo.
Se descubrió que el espécimen de Utah estudiado por el equipo de Museo del Norte de Arizona estaba estrechamente relacionado con N. mckinleyi, aunque difería en la construcción, al ser más pesado y la edad, aproximadamente medio millón de años más viejo. El espécimen de Museo del Norte de Arizona se anunció por primera vez en dos conversaciones de 2002 durante la 54.ª reunión de la Sociedad Geológica de las Montañas Rocosas de América. Más tarde se discutió en un número de Arizona Geology como una especie distinta de N. mckinleyi, pero no se nombró. El espécimen fue clasificado y nombrado como la nueva especie Nothronychus graffami por Lindsay Zanno y sus colegas en la revista Proceedings of the Royal Society Bel 15 de julio de 2009. N. graffami recibió el nombre de Graffam, quien descubrió los especímenes originales. Un esqueleto reconstruido de N. graffami se exhibió en el  Museo del Norte de Arizona en septiembre de 2007.

## Clasificación
Nothronychus fue colocado en Therizinosauridae en 2001. Según algunos análisis, ocupa una posición bastante basal entre estos, otros autores obtienen como resultado de que el material fósil de los tericinosáurido todavía es demasiado limitado para determinar de manera confiable sus relaciones mutuas. Según Zanno, N. mckinleyi y N. graffami son especies hermanas y esto justifica la colocación en el mismo género. Sin embargo, otros investigadores han impugnado las sinapomorfías que se han identificado.

### filogenia
El cladograma presentado aquí sigue un análisis filogenético de 2007 realizado por Phil Senter.
|         | Segnosaurus                                                      |
|         |                                                                  |
| unnamed | \| \| Erlikosaurus \| \| \| \| \| \| Therizinosaurus \| \| \| \| |
|         | \| \| Erlikosaurus \| \| \| \| \| \| Therizinosaurus \| \| \| \| |
|         | Erlikosaurus                                                     |
|         |                                                                  |
|         | Therizinosaurus                                                  |
|         |                                                                  |

|  | Erlikosaurus    |
|  |                 |
|  | Therizinosaurus |
|  |                 |

|         | Segnosaurus                                                      |
|         |                                                                  |
| unnamed | \| \| Erlikosaurus \| \| \| \| \| \| Therizinosaurus \| \| \| \| |
|         | \| \| Erlikosaurus \| \| \| \| \| \| Therizinosaurus \| \| \| \| |
|         | Erlikosaurus                                                     |
|         |                                                                  |
|         | Therizinosaurus                                                  |
|         |                                                                  |

|  | Erlikosaurus    |
|  |                 |
|  | Therizinosaurus |
|  |                 |

|         | Segnosaurus                                                      |
|         |                                                                  |
| unnamed | \| \| Erlikosaurus \| \| \| \| \| \| Therizinosaurus \| \| \| \| |
|         | \| \| Erlikosaurus \| \| \| \| \| \| Therizinosaurus \| \| \| \| |
|         | Erlikosaurus                                                     |
|         |                                                                  |
|         | Therizinosaurus                                                  |
|         |                                                                  |

|  | Erlikosaurus    |
|  |                 |
|  | Therizinosaurus |
|  |                 |

|         | Segnosaurus                                                      |
|         |                                                                  |
| unnamed | \| \| Erlikosaurus \| \| \| \| \| \| Therizinosaurus \| \| \| \| |
|         | \| \| Erlikosaurus \| \| \| \| \| \| Therizinosaurus \| \| \| \| |
|         | Erlikosaurus                                                     |
|         |                                                                  |
|         | Therizinosaurus                                                  |
|         |                                                                  |

|  | Erlikosaurus    |
|  |                 |
|  | Therizinosaurus |
|  |                 |

## Paleoecología
Nothronychus vivió hace 90 millones de años, durante finales del período cretáceo en la era mesozoica, en los bosques cenagosos similares a los pantanos modernos en Luisiana. La Era Mesozoica era un período de calentamiento extremo del planeta, con los niveles del océano más altos que los actuales en unos 300 metros, dejando una cantidad perceptiblemente menor de tierra firme. Se han encontrado muy pocos fósiles de dinosaurio en los sedimentos de este tiempo, particularmente en Norteamérica, haciendo este y los descubrimientos asociados muy importantes. El Nothronychus convivió con otros dinosaurios, el ceratopsio Zuniceratops y algunos terópodos pequeños, así lo indican algunos fragmentos y esqueletos parciales.